# Aegidiikirchhof 7 (Quedlinburg)

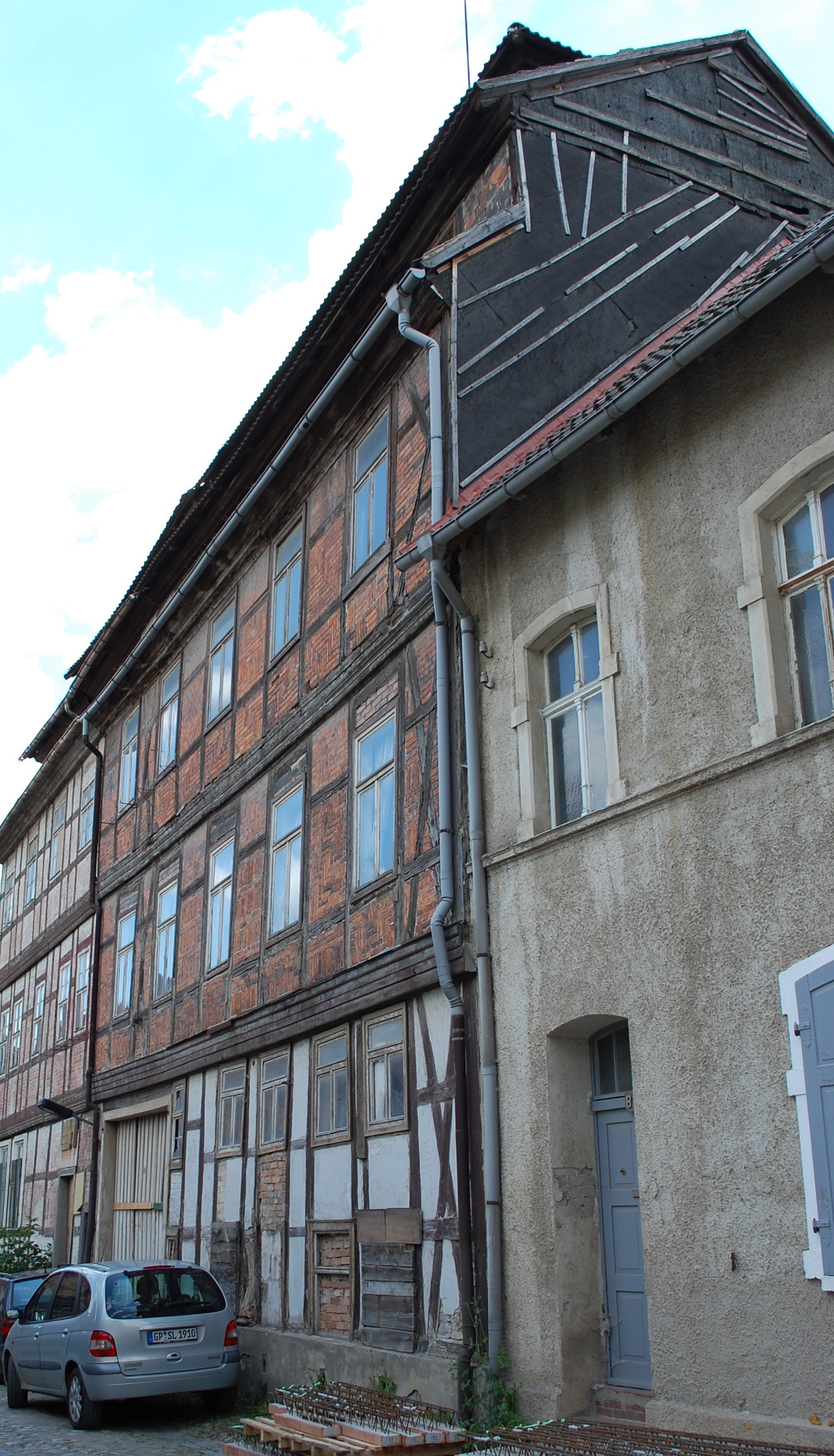
Ägidiikirchhof 7

Das Haus Aegidiikirchhof 7 ist ein denkmalgeschütztes Gebäude in Quedlinburg in Sachsen-Anhalt.

## Lage
Das im Quedlinburger Denkmalverzeichnis eingetragene Haus befindet sich im nördlichen Teil der Quedlinburger Altstadt. Es gehört zum UNESCO-Weltkulturerbe. An das Gebäude grenzt östlich das gleichzeitig entstandene Haus Aegidiikirchhof 6 an. 

## Architektur und Geschichte
Das dreigeschossige, breite Fachwerkhaus entstand als einheitlicher Bau mit dem benachbarten Haus Aegidiikirchhof 6. Unpublizierte Dendrodaten ergaben als Fälldatum des Holzes das Jahr 1731. Es verfügt über einen sehr hohen Dachraum mit Hechtgaupen, die als Speicher dienten. Die Gefache des Hauses sind mit verschiedenen Zierausmauerungen versehen. An der Fachwerkfassade bestehen profilierte Bohlenbretter.
Ein zweigeschossiges Fachwerk-Wohnhaus befindet sich auf dem Hof des Grundstücks.